# 北德蘭 (佛羅里達州)
北德蘭（英語：North DeLand）是位於美國佛羅里達州福祿喜雅縣的一個人口普查指定地區。

## 地理
北德蘭的座標為29°02′49″N 81°17′52″W / 29.04694°N 81.29778°W，而該地最高點為海拔高度24米（即79英尺）。

## 人口
根據2010年美國人口普查的數據，北德蘭的面積為1.40平方千米，當中陸地面積為1.40平方千米，而水域面積為0.00平方千米。當地共有人口1450人，而人口密度為每平方千米1,035人。